# Juin 2002

## Samedi1erjuin 2002
- Du 1er au 15 juin, début des festivités du jubilé d'or (50 ans) de la reine Élisabeth II d'Angleterre.
- Le président George W. Bush, à l'occasion du bicentenaire de l'académie militaire de West Point plaide pour une stratégie de frappe préventive « contre le terrorisme » .

## Dimanche2 juin 2002
- À Madagascar, combats dans la province de d'Antsiranana au nord-est de l'île, entre les forces du nouveau président Marc Ravalomanana et celles du président sortant Didier Ratsiraka.

## Lundi3 juin 2002
- En Israël, les quatre ministres du parti ultra-orthodoxe Shas, sont réintégrés dans le gouvernement d'Ariel Sharon après avoir été limogés le 20 mai pour avoir voté contre le plan d'austérité.
- Le 3 et 4 juin, visite du directeur de la CIA George Tenet à Tel-Aviv puis à Ramallah au sujet de la réforme des systèmes de sécurité palestiniens.

## Mardi4 juin 2002
- du 4 au 12 juin, procès devant la Cour d'assises de Paris, de François Besse qui est l'une des grandes figures du grand banditisme des années 1970. Il avait été arrêté au Maroc en 1994.
- En Italie, la Chambre des députés vote le projet de loi durcissant les conditions d'entrée et de séjour des immigrés. Le 28, le Sénat vote aussi la loi.
- Le 4 et 5 juin, la conférence internationale sur les sécurité régionale, à Almaty au Kazakhstan, réunit 16 pays dont la Russie, la Chine, le Pakistan et l'Inde. Rejet par le gouvernement pakistanais de Pervez Musharraf, de la proposition du gouvernement indien de Atal Behari Vajpayee, d'organiser des patrouilles mixtes au Cachemire.

## Mercredi5 juin 2002
- En France à quatre jours des élections législatives, le gouvernement accepte la revalorisation des consultations demandée par les médecins (30 € par consultation) ; en échange, les médecins s'engagent à prescrire des médicaments génériques et à utiliser la dénomination commune internationale (DCI, nom chimique de la molécule) au lieu du nom commercial, afin de diminuer les dépenses de l'Assurance maladie.
- Attentat-suicide à la voiture piégée, près de Haïfa, au nord d'Israël : 18 morts.
- Du 5 au 13 juin, tournée de médiation entre le Pakistan et l'Inde, du diplomate américain Richard Armitage puis du secrétaire d'État Donald Rumsfeld.

## Jeudi6 juin 2002
- Une crue catastrophique de l'Ainan et de ses affluents cause de graves dégâts à Saint-Bueil et dans quatorze autres communes[1],[2],[3] de l'Isère.

## Samedi8 juin 2002
- Amadou Toumani Touré devient président de la République du Mali
- Le 8 et 9 juin, finales de l'open de tennis de Roland Garros remportées par l'Américaine Serena Williams sur sa sœur Venus Williams pour les femmes, et par E Alberto Costa sur son compatriote Juan Carlos Ferrero, pour les hommes.

## Dimanche9 juin 2002
- En France, premier tour des élections législatives : abstention record 35,58 %, UMP 33,37 %, UDF + DVD 8,75 %, FN 11,34 %, PS 24,11 %, PC + extrême gauche 7,61 %.
- Du 9 au 12 juin, Tsahal riposte à l'attentat du 5 juin, par le siège du QG du président de l'autorité palestinienne Yasser Arafat à Ramallah en Cisjordanie.
- Remaniement du gouvernement de l'Autorité palestinienne.
- Au Mali, Ahmed Mohamed ag Hamani est nommé premier ministre.
- Formule 1 : Grand Prix automobile du Canada.

## Mardi11 juin 2002
- Arrestation à Chicago aux États-Unis, d'un Portoricain José Padilla converti à l'Islam sous le nom d'Abdullah al-Moudjahir, membre du réseau terroriste Al-Qaïda et soupçonné de préparer un attentat à la bombe radioactive.
- En Afghanistan, du 11 au 13 juin, le grand conseil des chefs de tribus, la Loya Jirga, plébiscite Hamid Karzai comme chef de l'État pour 18 mois.

## Mercredi12 juin 2002
- Près de Vancouver au Canada, réunion des ministres des Affaires étrangères du groupe du G8 consacré à la lutte antiterroriste.
- En Italie, démission fracassante de Vittirio Sgarbi du sous-secrétariat d'État aux Biens culturels.

## Jeudi13 juin 2002
- À Luxembourg, réunion des ministres de l'Intérieur des quinze pays de l'Union européenne sur la maîtrise des flux migratoires.
- La marine française arraisonne au large du Sénégal le cargo Winner, battant pavillon cambodgien, et transportant de la cocaïne. Cette opération a été faite à la suite d'une enquête internationale menée par la France, l'Espagne, la Grèce et les États-Unis. Cependant, l'équipage réussit à jeter une partie de la cargaison par-dessus bord.
- La NASA annonce la découverte d'un système planétaire d'une quinzaine de planètes gravitant autour d'une étoile de la constellation du Cancer.

## Vendredi14 juin 2002
- Le 14 et 15 juin, élections législatives en République tchèque : succès des sociaux-démocrates de Vladimir Spidla avec 30,2 % des voix et 70 sièges sur 200.
- Départ vers la France du président sortant de Madagascar Didier Ratsiraka dans un avion affrété par le gouvernement français.
- Au Pakistan, attentat à la voiture piégée contre la consulat américain de Karachi revendiqué par l'organisation islamiste Tarjuman al-Qanoon : 11 morts et une quarantaine de blessés.
- Au Pérou, début des émeutes contre les privatisations mises en œuvre par le gouvernement du président Alejandro Toledo. L'état d'urgence est décrété le 16 juin.

## Samedi15 juin 2002
- Départ de la soixante-dixième édition des 24 Heures du Mans.

## Dimanche16 juin 2002
- En France, au second tour des élections législatives, l'UMP remporte la majorité absolue au parlement : abstention record 39,71 %, UMP 355 sièges, UDF + divers droite 44 sièges, PS 140 sièges, PC 21 sièges, divers gauche 17 sièges.
- Le pape Jean-Paul II procède à la canonisation de Padre Pio (1887-1968) en présence d'un demi-million de fidèles.
- En Israël, le gouvernement fait procéder au démarrage de la construction d'une très longue « clôture de sécurité » visant à isoler complètement le pays avec les menaces terroristes potentielles en provenance de Cisjordanie.
- 24 Heures du Mans : les 24 H sont enlevées par l'écurie Audi avec les pilotes Frank Biela, Tom Kristensen et Emanuele Pirro.

## Lundi17 juin 2002
- En France, formation du nouveau gouvernement de Jean-Pierre Raffarin : douze ministres délégués et secrétaires d'État en plus, dont 4 femmes.
- À Luxembourg, réunion des ministres des Affaires étrangères des quinze pays de l'Union européenne sur la maîtrise des flux migratoires. Des désaccords importants apparaissent.
- Au Québec : Élections partielles dans quatre circonscriptions électorales. Élections de trois députés de l'Action démocratique du Québec à l'Assemblée nationale du Québec.
- But injustement annulé de Marc Wilmots dans le match Brésil - Belgique en huitième de finale de la Coupe du monde de football 2002.

## Mardi18 juin 2002
- Attentat-suicide palestinien contre un autobus reliant la colonie israélienne de Gilo à Jérusalem : 19 morts israéliens. Tsahal entreprend de réoccuper les principales villes autonomes de Cisjordanie, opération « Voie ferme ».

## Mercredi19 juin 2002
- Attentat-suicide palestinien à Jérusalem-Est : 7 morts israéliens.
- Valérie Pécresse devient députée.

## Jeudi20 juin 2002
- Le gouvernement français s'engage, avant l'ouverture du sommet de Séville, à ramener ses finances publiques à l'équilibre en 2004.
- Grève générale en Espagne contre la réforme du système d'allocation chômage, adoptée par décret-loi.
- Les Britanniques passent la responsabilité du commandement de l'ISAF (Force internationale d'assistance et de sécurité) aux Turcs.

## Vendredi21 juin 2002
- Du 21 au 22 juin, sommet de l'Union européenne, à Séville en Espagne, des chefs d'État et de gouvernement des quinze pays, consacré essentiellement à la maîtrise des flux migratoires :
  - L'Espagne et la Grande-Bretagne, principalement, présentent un projet dont le but est d'imposer des sanctions économiques aux pays pourvoyeurs d'immigration illégale. La France et la Suède font échouer le projet.
  - Aucun accord n'a pu être trouvé sur la création d'une police des frontières commune.
- Trois attentats en Espagne, attribués à l'ETA : 
  - Contre un hôtel de Fuengirola : 6 blessés.
  - À Saragosse : 3 blessés.
  - À Marbella : seulement des dégâts matériels.

## Samedi22 juin 2002
- La chaîne de télévision qatarie Al Jazeera diffuse un enregistrement sonore d'un porte-parole d'Al-Qaeda Abou Ghaïth qui affirme que Oussama Ben Laden est en bonne santé et que les États-Unis vont à nouveau être frappés.
- Tremblement de terre de magnitude 6,3 localisé dans le Nord-Ouest de l'Iran : au moins 250 morts et 12 000 sans-abri.

## Dimanche23 juin 2002
- Dans la nuit Tsahal ceinture à nouveau le quartier général de Yasser Arafat à Ramallah.
- Formule 1 : Grand Prix automobile d'Europe.

## Lundi24 juin 2002
- En France, le prix des Intellectuels indépendants est décerné à Jean Raspail pour l'ensemble de son œuvre.
- Baisse importante à la Bourse de Paris sur le titre Vivendi Universal (- 23,3 %). 
  - Le 25, Bernard Arnault, jusque-là fidèle soutien de Jean-Marie Messier, démissionne du conseil d'administration.
- La compagnie américaine WorldCom avoue une fraude comptable de 3,85 milliards de dollars et provoque un séisme boursier et politique.
  - WorldCom est le 2e plus gros groupe américain de téléphonie longue distance. Il avait racheté MCI et possède UUNet, lequel joue un rôle essentiel dans la sphère Internet. Le groupe WorldCom est en sérieuses difficultés financières. Des révélations de d'importantes malversations comptables ont été mises au jour au cours d'un audit interne. La dette totale de WorldCom est estimée à environ 30 milliards de dollars. Elle est le résultat de l'acquisition de 70 entreprises par le fondateur et mythique PDG de WorldCom, Bernie Ebbers.
  - L'affaire WorldCom devrait aboutir à une série de propositions pour un meilleur contrôle et une nouvelle gouvernance d'entreprise des grandes entreprises.
- Le général Nebojsa Pavkovic, chef d'état-major de l'armée yougoslave, nommé en février 2000, par le président Slobodan Milošević, est limogé.

## Mardi25 juin 2002
- En France, Jean-Louis Debré est élu Président de l'Assemblée nationale.
- La Cour de cassation confirme une jurisprudence de 2001 qui refusait au fœtus le statut de personne vivante.
- La majorité socialiste du Conseil de Paris vote un « vœu », émis par les élus Verts et demandant l'expulsion des catholiques intégristes de l'église Saint-Nicolas-du-Chardonnet.
- l'Union européenne a ratifié le protocole sur la biosécurité, également appelé protocole de Carthagène.
  - Le protocole vise à établir des règles internationales sur le commerce des organismes génétiquement modifiés. Il a déjà été signé par 110 pays à travers le monde, et vient d'être ratifié par 20 d'entre eux. Cinquante ratifications sont cependant nécessaires pour l'entrée en vigueur du traité.
  - Les pays signataires s'engagent à rendre public toutes les informations relatives aux risques pouvant être engendrés dans la circulation et les échanges d'OGM, en particulier les risques relatifs à la santé humaine et à l'environnement (voir sûreté biologique).
- L'Union européenne présente deux propositions à l'Organisation mondiale du commerce en vue d'améliorer la protection des indications géographiques lors du Conseil des aspects des droits de propriété intellectuelle (ADPIC) de l'OMC à Genève.
  - Les propositions visent à l'établissement d'accords multilatéraux (limitation des coûts et des litiges par inscription simultanée dans plusieurs pays) et à fournir une protection accrue sur un plus grand nombre de produits, tels que saris indiens, tapis turcs, thé de Darjeeling, parmesan italien, jambon de Huelva, porcelaine de Limoges…
  - Cette initiative est proposée par l'UE et 14 pays tiers (la Bulgarie, Cuba, l'Île Maurice, l'Inde, le Kenya, la Moldavie), le Nigeria, le Pakistan, la Roumanie, la Slovaquie, la Slovénie, le Sri Lanka, la Suisse et la Thaïlande.
- Selon le président George W. Bush, le retrait préalable de Yasser Arafat constitue le préalable nécessaire à l'établissement d'un État palestinien.

## Mercredi26 juin 2002
- Le groupe français Alcatel annonce 10 000 suppressions d'emplois en plus des 34 500 autres précédemment annoncées.
- Du 26 au 27 juin, sommet des chefs d'État et de gouvernement du G8 à Kananaskis au Canada. 
  - La Russie accueillera le prochain sommet à Saint-Pétersbourg en avril 2003, et prendra la présidence du groupe en 2006.
  - Le 27, les chefs d'État africains de l'Algérie, du Nigeria, du Sénégal et d'Afrique du Sud, rejoignent le sommet. Adoption d'un « Plan d'action pour l'Afrique » d'inspiration libérale.

## Jeudi27 juin 2002
- En France, remise officielle au premier ministre Jean-Pierre Raffarin de l'audit sur les finances publiques du gouvernement Jospin : les déficits fin 2002 atteindront 2,6 % au lieu des 1,8 % prévus.

## Samedi29 juin 2002
- La Gay Pride, rebaptisée « Marche des fiertés lesbiennes, gays, bi et trans » attire plus de 100 000 participants. Le Maire de Paris, Bertrand Delanoë, réclame une loi réprimant les « propos homophobes ».
- Affrontement naval entre des marins nord-coréens et sud-coréens, dans une zone de pêche disputée de la mer Jaune : 53 marins nord-coréens et sud-coréens blessés ou tués.
- Tsahal fait sauter le QG de la police palestinienne, à Hébron, dans lequel sont retranchés quinze résistants palestiniens.
- Le Ministre israélien de la Défense, Binyamin Ben-Eliezer, lance officiellement la construction d'une « clôture de protection » pour entourer Jérusalem.

## Dimanche30 juin 2002
- Le gouvernement américain met son veto à la prolongation de six mois de la mission de l'ONU en Bosnie-Herzégovine, tant que le Conseil de sécurité n'accordera pas l'immunité aux casques bleus américains, ainsi qu'aux personnels ressortissants de pays n'adhérant pas au CPI (Cour pénale internationale).
- En Bolivie, l'ancien président libéral (1993-1997) Gonzalo Sánchez de Lozada arrive en tête de l'élection présidentielle, devant le candidat populiste Manfred Reyes Villa.
- Tsahal tue à Naplouse le chef des Brigades Ezzedine al-Qassam, branche armée du Hamas et un de ses adjoints.
- À Yokohama au Japon, lors de la finale de la Coupe du Monde de Football 2002, l'équipe du Brésil l'emporte sur l'équipe d'Allemagne, par 2-0, décrochant son cinquième titre mondial.

## Décès
- 1er juin : Jacques Fauvet, journaliste français (° 9 juin 1914).
- 2 juin : Camille Cabana, homme politique français (° 11 décembre 1930).
- 5 juin :
  - Gaston Geens, homme politique belge (° 10 juin 1931).
  - Dee Dee Ramone, bassiste du groupe The Ramones (° 18 septembre 1951).
- 7 juin : Jacques Merleau-Ponty, épistémologue français (° 26 juillet 1916).
- 10 juin : John Gotti, gangster américain (° 27 octobre 1940).
- 14 juin :
  - Rino Benedetti, coureur cycliste italien (° 18 novembre 1928).
  - Jacques Rouland, homme de radio et de télévision français (° 13 novembre 1929).
  - Jacques Briard, préhistorien et archéologue français (° 1933).
- 20 juin : Timothy Findley, écrivain canadien anglophone (° 30 octobre 1930).
- 21 juin : Wladimiro Panizza, coureur cycliste italien (° 5 juin 1945).
- 27 juin : John Entwistle, musicien de rock britannique, bassiste des Who (° 9 octobre 1944).
- 28 juin : François Périer, comédien français (° 10 novembre 1919).
- 30 juin : Roger Lévêque, coureur cycliste français (° 5 décembre 1920).

## Naissances
- 2 juin : Simone Panada, footballeur italien
- 5 juin : Jakub Kamiński, footballeur polonais
- 7 juin : 
  - Jakub Myszor, footballeur polonais
  - Tomáš Suslov, footballeur slovaque
- 10 juin : 
  - Thierno Baldé, footballeur français
  - Aaron Hickey, footballeur écossais
  - Kostyantyn Vivcharenko, footballeur ukrainien
- 12 juin : Adam Ratajczyk, footballeur polonais
- 13 juin : Santiago Simón, footballeur argentin
- 15 juin : Ibrahim Said, footballeur nigérian
- 16 juin : 
  - Louis Munteanu, footballeur roumain
  - Tiago Tomás, footballeur portugais
- 19 juin : Efraín Álvarez, footballeur mexicain
- 26 juin :
  - Talles Magno, footballeur brésilien
  - Kobe Hernandez-Foster, joueur américain de soccer
- 27 juin : Jarrad Branthwaite, footballeur anglais